# صدر (یمن)
 صَدر  به عربی ( اَلصَّدر ) دهستان بزرگی از توابع استان مَهره در کشور یمن و در شبه جزیره عربستان واقع می‌باشد. این روستا درناحیهٔ (حُبیش) واعمال (المخادر) واقع شده‌است.

## جمعیت
جمعیت این دهستان در حدود ۲۰۰۷ نفر می‌باشد. 

## منبع
- المقحفی، ابراهیم، احمد ، (مُعجَم المُدُن وَالقَبائِل الیَمَنِیَة) ، منشورات دار الحکمة، صنعاء، چاپ پنجم، وانتشار سال ۱۹۸۵ میلادی به (عربی).